# Негри, Чезаре
Чезаре Негри (итал. Cesare Negri; ок. 1535, Милан — ок. 1605) — итальянский танцор, танцмейстер, хореограф, драматург и композитор эпохи Ренессанса .
Чезаре Негри по прозвищу Il Trombone был одним из самых заметных и влиятельных танцмейстеров Европы, об этом говорят его многочисленные покровительства королевских дворов. В течение пятидесяти лет он не только давал представления, но и обучал миланское дворянство, путешествовал вместе со своими покровителями по всей Италии и за её пределами, сочинял танцы и, ближе к концу своей карьеры — опубликовал свой трактат.
Он оставил после себя несколько сочиненных им композиций для лютни с танцами, а также полу-автобиографическую книгу «Le Gratie d’Amore», в которой рассказывает о себе, своем творческом пути и описании жизни танцора вообще, описание различных танцев и техники их исполнения.
Доподлинно известно, что выступал даже в довольно почтенном возрасте, вместе со своими учениками.

## Биография

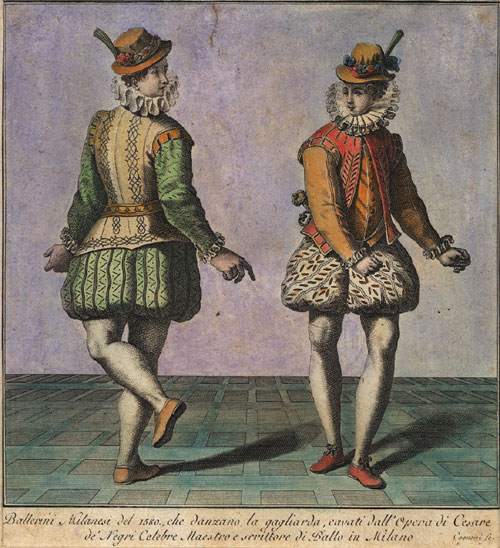
Cesare Negri, Ballerini milanesi.

Чезаре Негри родился и вырос в Милане примерно в 1535 году. Имя отца — Джироламо. Учился искусству танца он у Помпео Диобоно (Pompeo Diobono), большого мастера того времени. После нескольких лет обучения, в 1554 учитель оставил Чезаре свою школу, сам тем временем отбыв во Францию. Первую свою значимую постановку Негри представил два года спустя, представление увидели такие влиятельные личности, как Кристофоро Мадруччи, кардинал городов Трента и Брешиа, Фернандо Альварес де Толедо, III герцог Альба, и дон Джованни де Фигероа, каждый из которых входил в правительство Милана под началом Испании.
Годы 1557—1560 Негри служил у герцога Сессы.
В 1560—1563 году Негри путешествовал вместе со своим господином, Франческо Фердинандом д’Авалосом, правителем Пескары. Они посетили Мантую, где проходило бракосочетание герцога Гульельмо Гонзага и Элеаноры Австрийской. Также выступал во Флоренции перед Пьеро ди Козимо де Медичи.
16 апреля 1564 — 21 августа 1571 Негри служил Габриелю де ла Куеве, герцогу Альбукерки; а свой танец «Baletto detto lo Spagnoletto» посвятил супруге герцога. Путешествие на Мальту, в Геную, Неаполь, на Сицилию и в Сарагосу. Также Негри выступал перед Габсбургами.
1569 — Негри работал при французском дворе, где занимал должность королевского танцмейстера («королевской скрипки» — violon du roi).
29 июля 1571 Выступление для принцев Габсбургов и дона Хуана Австрийского в Генуе.
Август 1571 Негри путешествовал с доном Хуаном и сопровождающими и исполнял bucintoro.
Сентябрь 1571 — апрель 1572 Негри работал при правившем дворе Санде, посвятил танец его дочери.
17 сентября 1573 — апрель 1580 Правление Антонио де Гузмана, покровителя Негри. Негри посвятил танец его супруге.
6 мая 1574 Негри танцевал в Виджевано для дона Хуана, представил ему своих учеников и обучал дона Хуана танцам в течение восьми дней.
26 мая 1574 Танцевал для дона Хуана в Виджевано вместе с пятью своими учениками.
26 июня 1574 Представил mascherata дону Хуану и сопровождающим
6 августа 1574 Организовал представление для Генриха III в Кремоне
11 августа 1574 Организовал представление для Генриха в Монсе и Мазента
13 августа 1575 Во Франции: на должности violon у Франциска Анжуйского
26 сентября 1575 Во Франции: на должности violon у Франциска Анжуйского
1576 Проживал в Каза ди Клементе в приходе Сан Сальваторе
25-26 октября 1582 Танцевал для герцога Савойского в Версале, после чего остался там же ещё на две недели
ок. 1585—1587 Во Франции на должности violon de la chambre
1587 Проживал в Каза дель Тромбоне в приходе Сан Сальваторе
30 мая — июнь 1587 Во Франции на должности violon de la chambre; заболел
10 июля 1592 Девятилетняя ученица Негри танцевала для герцога Мантуи в Милане
4 декабря 1592—1595 Правление де Веласко в Милане
21 июля 1594 Представил «Il pastor leggiadro»
8 декабря 1598 Восемь учеников Негри танцевали для королевы Маргариты
9 декабря 1598 Те же ученики танцевали для посла испанского короля и его придворных
18 июля 1599 Негри танцевал на торжествах в честь инфанты Изабеллы и её супруга
21 июля 1599 Brando постановки Негри завершили интермедию, представленную вниманию инфанты и остальных зрителей
1602 Негри опубликовал трактат «Le Gratie d’Amore»
1604 Негри переиздал «Le Gratie d’Amore»; под названием «Nuove inventione di balli»;
1610 Вдова с дочерью, зятем и другими членами семьи проживали в Каза даль Тромбоне

## Личная жизнь
Данные о составе семьи Негри содержатся в записях прихода. В записях от 1576 года, Негри зовется главой семьи из девятерых человек, в составе: «танцор, 34 лет, жена — Изабелла ди Нава, 24 лет, две дочери — Ливия и Оттавия, три и один год соответственно, мать жены, Магдалета ди Марка — 54 года, подмастерья Франческо Бернардино ди Креспи, 18 лет (позже Негри упоминает его как одного из выдающихся танцоров), Джованни Джакобо ди Кастиони, 12 лет, Виоланте ди Чепесони, 8 лет и Витториа ди Лиа, 5 лет. Семья проживала в Милане, в Каза ди Клементи, по другую сторону соборной площади от дворца губернатора».

## См.также
- Танцы эпохи Возрождения